# کوریماخی
کوریماخی (به لاتین: Kurimakhi) یک منطقهٔ مسکونی در روسیه است که در شهرستان آگولسکی واقع شده‌است.